# Ginnastica ai Giochi della I Olimpiade - Cavallo con maniglie
La gara del cavallo dei Giochi della I Olimpiade fu uno degli otto eventi sportivi, riguardanti la ginnastica dei primi Giochi olimpici moderni, tenutosi ad Atene, il 9 aprile 1896.
Hanno partecipato alla competizione 15 atleti provenienti da cinque nazioni. La gara, che si tenne nell'arena dello Stadio Panathinaiko di Atene era riservata ai soli atleti maschi, come tutte le competizioni dell'Olimpiade di Atene 1896.

## Risultati
| Posizione | Atleta                | Paese    |
| --------- | --------------------- | -------- |
|           | Louis Zutter          | Svizzera |
|           | Hermann Weingärtner   | Germania |
| ?         | Conrad Böcker         | Germania |
| ?         | Charles Champaud      | Svizzera |
| ?         | Alfred Flatow         | Germania |
| ?         | Gustav Flatow         | Germania |
| ?         | Georg Hillmar         | Germania |
| ?         | Gyula Kakas           | Ungheria |
| ?         | Fritz Manteuffel      | Germania |
| ?         | Karl Neukirch         | Germania |
| ?         | Aristovoulos Petmezas | Grecia   |
| ?         | Richard Röstel        | Germania |
| ?         | Gustav Schuft         | Germania |
| ?         | Carl Schuhmann        | Germania |